# Travail illégal
Le travail illégal est l'ensemble des pratiques dérogeant aux lois ou règlements réglementant l'emploi en vigueur dans le pays considéré. La nature de l'illégalité est variable. Des infractions au droit du travail, au droit de la Sécurité sociale en France, au droit des étrangers, etc. L'infraction peut être le fait d'employeur public ou d'entrepreneurs situés dans le pays, ou du fait de prestataires étrangers.
En France l'expression est juridiquement définie par la loi n° 2005-882 du 2 août 2005, pour laquelle il regroupe un ensemble de fraudes majeures à l’ordre public social et économique, précisément prévues et définies par le code du travail. En France le ministère chargé du travail estimait que le travail illégal (occulte et donc difficile à réellement quantifier) correspond à environ 4,4 % du produit intérieur brut, soit une fraude qui faisait perdre à l'État environ 55 milliards d’euros en 2004.

## Définition
Sous ce vocable, sont classés en France, les infractions suivantes :
- le travail dissimulé (appelé avant 1997 « travail clandestin ») ;
- le délit de marchandage ;
- le prêt illicite de main d'œuvre (en cas par exemple de fausse sous-traitance) ;
- l'emploi d'étrangers sans titre (voir les passages des articles concernant le Droit des étrangers en France et le travail dissimulé relatifs à ce sujet) ;
- le cumul irrégulier d'emploi ;
- les fraudes ou fausses déclarations en vue de bénéficier de revenus de remplacement.

Il est souvent inclus dans les processus de traite des êtres humains et dans certains abus de vulnérabilité.
Un juge condamnant une personne ou une entreprise à une amende pour travail illégal peut désormais rendre publique son identité sur le site internet du ministère du Travail. Cette «peine complémentaire» est rendue possible par la loi dite « Savary » du 10 juillet 2014 «visant à lutter contre la concurrence sociale déloyale», dont le décret d'application n°2015-1327 est paru le 21 octobre 2015,. La durée de cette publication est à la discrétion du juge pénal, dans la limite de deux ans. La liste semble cependant indisponible sur le site du Ministère du travail.

## Qui est considéré comme responsable?
La loi cible aujourd'hui en France peut mettre en cause et faire poursuivre toute personne impliquée, à un titre ou à un autre, dans une affaire de travail illégal (personnes physiques participant à la fraude (même étrangère) et au premier chef, le responsable de l’activité économique exercée dans des conditions illicites (chef d’entreprise, ou travailleur indépendant, ou représentant d’une société…) ; pour les agissements délictueux commis personnellement et aussi pour ceux qu’il commet par personne interposée (ex : emploi d’un étranger ne disposant pas de titre de travail). Depuis mars 1994, la responsabilité pénale des personnes physiques et morales ; pour certaines des infractions relevant du travail illégal peut aussi être mise en cause.

## Histoire
Histoire de la lutte contre le travail illégal en France jusque 2005 :
- Décret de mars 1848 : interdiction qu'un ouvrier soit exploité par des « sous-entrepreneurs ».
- Loi du 8 août 1935 : interdiction du cumul d’emploi public et privé.
- Loi du 20 juin 1936 : interdiction de travailler pendant les congés payés.
- Loi du 11 octobre 1940 : interdiction du travail clandestin.
- Ordonnance du 2 novembre 1945 relative aux conditions d’entrée et de séjour des étrangers : création de l’Office national d’immigration (ONI), devenu l’Office des migrations internationales (OMI) par un décret du 7 janvier 1988.
- Loi du 3 janvier 1972 : réglementation de l’activité des entreprises de travail temporaire. Le prêt illicite de main-d’œuvre est réprimandable.
- Loi du 11 juillet 1972 : sanctions pénales et civiles pour le recours « sciemment » au travail clandestin. L'infraction devient un délit en cas de récidive.
- Loi du 6 juillet 1973 : les trafics de main-d’œuvre sont réprimandés. Habilitation des douaniers à relever l’infraction de l’emploi irrégulier d’un étranger.
- Loi du 31 décembre 1975 : règles relatives à la sous-traitance.
- Loi du 10 juillet 1976 : renforcement de la répression des trafics de main-d’œuvre étrangère.
- 10 août 1976 : création de la Mission de liaison interministérielle pour lutter contre les trafics de main-d’œuvre étrangère et des postes de contrôleurs du travail spécialisés.
- Loi du 17 octobre 1981 : création d'une procédure de solidarité financière à l'égard du donneur d’ordre ayant recours aux services d’un employeur qui exerce un travail clandestin. Celle-ci accorde des droits à un étranger travaillant sans être en possession d'un titre de travail.
- Loi du 25 juillet 1985 : l'infraction de travail clandestin devient un délit.
- Loi du 27 janvier 1987 : élargissement du champ du travail clandestin à la dissimulation de l’emploi d’un salarié.
- 16 janvier 1989 : création de la MILUTMO (Mission de liaison interministérielle pour la lutte contre le travail clandestin, l’emploi non déclaré et les trafics de main-d’œuvre).
- Loi du 31 décembre 1991 : création à titre expérimental de la DPAE, ou déclaration préalable à l’embauche. La loi précise également les obligations du donneur d’ordre en matière de solidarité financière.
- Loi du 31 décembre 1992 : la DPAE (circulaire du 16 septembre 1993) devient obligatoire.
- Loi du 24 août 1993 : renforcement du contrôle par les organismes de protection sociale de l’affiliation des travailleurs étrangers.
- 27 septembre 1996 : adoption par le Conseil européen d'une recommandation sur la lutte contre l’emploi illégal de ressortissants d’États tiers.
- Directive du 16 décembre 1996 n°96 /71/CE du Parlement et du Conseil européens : fixation des dispositions sociales minimales qui profitent à tout travailleur détaché sur le territoire d’un autre État membre dans le cadre d’une prestation de services transnationale. L'article 4 prévoit une assistance mutuelle pour en vérifier l’application par la désignation d'un « bureau de liaison » dans chaque État membre.
- Loi du 11 mars 1997 : renforcement des moyens de la lutte contre le travail illégal. Le décret du 11 mars crée un dispositif de coordination national, la Délégation interministérielle à la lutte contre le travail illégal (DILTI) et une structure opérationnelle dans chaque département : les Comités opérationnels de lutte contre le travail illégal (COLTI). Introduction dans le droit le délit de « travail dissimulé » caractérisé par la dissimulation d’activité, de salariés ou d’heures travaillées. Les termes « travail clandestin » et « travailleur clandestin » deviennent caducs.
- Loi du 6 février 1998 : amélioration des conditions d’exercice de la profession de transporteur routier. Cela s'applique désormais aux véhicules utilitaires légers.
- Décret du 30 août 1999 relatif aux transports routiers de marchandises : facilitation des contrôles pour recherche de travail illégal.
- 16 décembre 1999 : entrée en vigueur de la directive européenne sur le détachement n°96 /71/CE. La DILTI est désignée « bureau de liaison pour la coopération administrative » entre États membres lors du contrôle d’entreprises étrangères prestataires dans l’Union européenne.
- Circulaire DPM / DILTI du 10 janvier 2000 : elle précise les modalités du recouvrement de la contribution spéciale due à l’Office des migrations internationales (OMI) par des donneurs d’ordre pour l’emploi irrégulier d’un étranger.
- 21 septembre 2000 : le Parlement européen adopte une résolution sur « le travail non déclaré », faisant suite à la communication de la Commission européenne sur le sujet (COM 1998). La lutte contre le travail non déclaré s'inscrit désormais dans la Stratégie européenne en faveur de l'emploi (SEE).
- 31 mai 2001 : signature de l’arrangement franco-allemand instituant l’échange mutuel d’informations entre services transfrontaliers de l’administration du travail en matière de travail illégal.
- 28 février 2002 : le Conseil justice et affaires intérieures (JAI) de l’Union européenne élabore un « plan global de lutte contre l’immigration clandestine et la traite des êtres humains dans l’Espace économique européen », traduit en france par un « Plan national d’action 2004-2005 et une intensification des contrôles par les services de l’État et les organismes de protection sociale »[1].
- 28 novembre 2002 : le Conseil de l’Union européenne adopte une directive définissant l’aide à l’entrée, au transit et au séjour irréguliers d’une personne non ressortissante d’un État membre.
- Loi du 18 mars 2003 relative à la sécurité intérieure : alourdissement des sanctions pénales en matière de travail dissimulé. La compétence des inspecteurs du travail s'étend au délit d’abus de vulnérabilité dans les situations de travail et d’hébergement des personnes. Elle introduit dans le code pénal le délit de « traite des êtres humains ».
- 9 mai 2003 : signature d’un arrangement franco-belge en matière de lutte contre le travail illégal.
- 29 octobre 2003 : résolution du Conseil de l’Union européenne, relative à la transformation du travail non déclaré en emploi régulier. Elle recommande aux États membres d’intégrer la lutte contre le travail non déclaré dans les politiques nationales d’action pour l’emploi (PNAE, ligne directrice n° 9).
- Loi du 26 novembre 2003 relative à la maîtrise de l’immigration et au séjour des étrangers en France : aggravation des sanctions administratives et pénales en matière d’emploi irrégulier des étrangers et renforcement des poursuites à l’encontre des auteurs agissant en bande organisée. Elle habilite les inspecteurs du travail à relever les infractions d’aide à l’entrée et au séjour irréguliers des étrangers (prévues par l’ordonnance du 2 novembre 1945).
- Loi du 2 janvier 2004 : renforcement des sanctions pénales en cas d’infractions sur l’emploi des mineurs.
- 29 avril 2004 : adoption par le Conseil de l’Union européenne d'une directive relative au titre de séjour délivré aux ressortissants des pays tiers qui sont victimes de la traite des êtres humains ou ont fait l’objet d’une aide à l’immigration clandestine.
- Loi du 13 août 2004 relative à l’assurance maladie : renforcement des obligations des donneurs d’ordre à l’égard de leurs co-contractants pour prévenir les infractions de travail dissimulé. Elle accroît les pouvoirs des agents de contrôle qui ont désormais le droit de demander à toute personne occupée sur un lieu de travail de justifier de son identité et de son adresse et d’établir des procès-verbaux d’audition. Ces mesures visent à rendre plus efficaces les investigations lors des enquêtes et à apporter aux magistrats des éléments objectifs corroborant l’existence d’une infraction de travail dissimulé.
- Loi du 19 janvier 2005 de programmation pour la cohésion sociale : suppression du monopole de l’ANPE et de l’OMI qui devient l’Agence nationale de l’accueil des étrangers et des migrations (ANAEM). Le placement payant et la violation du monopole de l’OMI ne font plus partie des infractions de travail illégal.
- 1er mars 2005 : entrée en vigueur du nouveau Code de l’entrée et du séjour des étrangers et du droit d’asile (CESEDA) abrogeant et remplaçant l'ordonnance du 2 novembre 1945 relative à l’entrée et au séjour des étrangers en France.
- 7 avril 2005 : adoption par le Comité économique et social européen d'un avis sur le rôle de la société civile dans la lutte contre le travail non déclaré.
- Décret du 12 mai 2005 : création de l’Office central de lutte contre le travail illégal (OCLTI), placé sous la responsabilité du ministère de la Défense, chargé de coordonner l’action des différents services de police judiciaire dans les affaires les plus importantes de travail illégal.
- 16 mai 2005 : adoption par le Conseil de l’Europe d'une convention sur la lutte contre la traite des êtres humains.
- Loi du 2 août 2005 en faveur des PME : elle définit juridiquement et regroupe en un seul chapitre les infractions de travail illégal. Elle autorise l’échange de toute information lors des enquêtes, tant entre l’ensemble des agents de contrôle qu'avec leurs homologues étrangers. La levée du secret professionnel concerne également l’UNEDIC, l’ANPE, la DGCCRF ainsi que les DRAC et le CNC. Elle étend le refus d’accorder des aides financières et des subventions publiques aux personnes morales ou physiques verbalisées pour une infraction quelconque de travail illégal.
- 18 octobre 2005 : la Commission européenne élabore une communication au Conseil et au Parlement européen sur la lutte contre la traite des êtres humains.
- Loi du 19 décembre 2005 de financement de la sécurité sociale pour 2006 : renforcement des échanges d’information et instaure une nouvelle sanction civile : les exonérations de cotisations sociales seront annulées lorsqu'un employeur est verbalisé pour travail dissimulé.
- Loi du 6 aout 2015, pour assainir la situation dans le secteur du BTP traditionnellement concerné par le travail illégal, rend obligatoire une carte d’identification professionnelle dite carte d'identification du BTP, infalsifiable (à demander en ligne par l'employeur)[9] pour tout salariés (y compris détachés et intérimaire) du BTP… mais mi-2018, de nombreux travailleurs détachés n'en disposaient pas encore (68.000 personnes au lieu de 1.281.110 exactement au total, employés par un peu plus de peu plus de 100.000 entreprises ayant déjà fait des demandes de carte mi-juin 2018). La direction générale du travail n'a à cette date délivré que 68.728 cartes à des salariés détachés alors qu'en 2017 ils étaient 122.420 déclarés dans le secteur du BTP en France selon la base de données officielle Sipsi (qui remplace les anciens formulaires de déclarations de détachement[10] et d'attestations de détachement[11], permettant aux employeurs établis à l'étranger de transmettre (avant le début de la prestation) une déclaration de détachement à l'unité territoriale de la Direccte du lieu où doit être effectuée la prestation.